# Médaille Hans-Beimler
La médaille Hans-Beimler est une décoration d'État de la République démocratique allemande (RDA) créée le 17 mai 1956 par le conseil des ministres de la RDA. Elle était décernée à des personnes qui avaient combattu dans les Brigades internationales pendant la guerre d'Espagne (1936-1939).

## Description
La médaille porte le nom de Hans Beimler, commissaire politique de la XIe Brigade internationale.
Avers : ronde, en argent, la médaille présente sur l'avers, au centre, l'effigie de Hans Beimler portant l'uniforme de républicain espagnol, entouré de son nom et de ses dates de naissance et de mort (1895-1936).
Revers : au centre du revers est représentée une étoile à trois branches, emblème des Brigades internationales, avec, entre les branches, l'inscription "INTERNATIONALE" (en haut) "BRIGADEN" (en bas), le tout entouré par l'inscription "KÄMPFER FÜR SPANIENS FREIHEIT" (en haut) "1936-1939" (en bas) (COMBATTANTS POUR LA LIBERTÉ ESPAGNOLE 1936-1939).
Ruban : sur les bords deux bandes noir-rouge-or, les couleurs du drapeau de l'Allemagne, d'une largeur de 3 mm dans le sens de la longueur et au milieu une bande verticale aux couleurs de la République espagnole, rouge-jaune-violet.

## Positionnement
La médaille se porte sur la poitrine en haut à gauche, entre la médaille pour les combattants contre le fascisme et la médaille Clara-Zetkin selon l'ordre de préséance.

## Récipiendaires
- 1956 : Franz Dahlem, Willi Bredel
- Année inconnue : Leo Kneler, Maxime Zetkin

## Sources
- (de) Cet article est partiellement ou en totalité issu de l’article de Wikipédia en allemand intitulé « Hans-Beimler-Medaille » (voir la liste des auteurs).

1. ↑  (de) Auszeichnungen der Deutschen Demokratischen Republik, Bartel/Karpinski, Militärverlag der DDR, 1979, p.153
2. ↑  (en) Medals of the DDR